# Ludwig II. (Flandern)

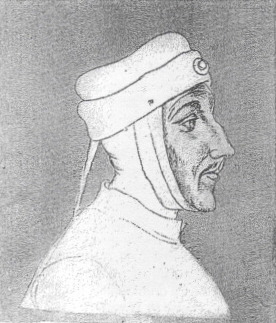
Ludwig von Male

Ludwig II., auch Ludwig von Male genannt (* 25. Oktober 1330 in Male; † 30. Januar 1384 in Lille) war Graf von Flandern. Er war der Sohn von Ludwig I. von Flandern und Margarete von Frankreich.
Mit dem Tod seines Vaters in der Schlacht von Crécy 1346 erbte er die Grafschaften Flandern, Nevers und Rethel, die beiden letzteren als Ludwig III. Er heiratete Margarete von Brabant (* 1323, † 1380), Tochter von Johann III. von Brabant. Ludwig und Margarete hatten nur eine Tochter, Margarete III. (* 1348, † 1405), die dann auch seine Erbin wurde. Darüber hinaus hatte er mehrere uneheliche Söhne, von denen drei 1396 in der Schlacht von Nikopolis fielen.
Als sein Schwiegervater 1355 starb, nahm er den Titel eines Herzogs von Brabant an, war aber nicht in der Lage, das Herzogtum seiner Schwägerin Johanna zu entreißen. Um 1370 ließ er die Grafenkapelle in Kortrijk als Grablege für sich und seine Familie bauen; 1374 gab er bei André Beauneveu sein Grabmal in Auftrag. 1382 starb seine Mutter und hinterließ ihm die Grafschaft Artois und die Freigrafschaft Burgund.
Die späteren Jahre seines Lebens wurden durch einen Bürgerkrieg geprägt. 1379 erhielt er bei der Unterdrückung eines Aufstands in Gent Unterstützung durch seinen Schwiegersohn, Philipp II. von Burgund. Der anschließende Aufstand unter Philipp van Artevelde führte nach der Schlacht bei Beverhoutsveld (1382) zu seiner Vertreibung aus Flandern. Philipps Einfluss verschaffte ihm eine französische Armee, die die Flamen in der Schlacht bei Roosebeke entscheidend schlug. Der Widerstand der Bürger von Gent wurde mit englischer Hilfe bis zu seinem Tod (1384) aufrechterhalten.
Mit Ludwig II. von Flandern ist die Sage um die Enthauptungsbrücke in Gent verbunden. Er soll zwei Männer, Vater und Sohn, die sich gegen ihn aufgelehnt hatten, vor die Wahl gestellt haben, welcher von beiden den anderen auf der Brücke enthaupten sollte. Nach einer Art Gottesurteil soll er die beiden dann begnadigt haben. Zwei Standbilder auf der Brücke veranschaulichten bis zum Ende des 18. Jahrhunderts diese Sage.